# Cavernas de Quiocta
Las Cavernas de Quiocta se encuentran ubicada a 2793 m s. n. m. en Lámud, Amazonas, Perú. Fue declarado Patrimonio Cultural de la Nación mediante RDN N.º 196/INC-2003.

 Las cavernas tienen una longitud de 600 metros, en su interior se puede observar pinturas rupestres y restos de cerámicas, utensilios y huesos. Se encuentra a 10 kilómetros de Lámud.